# Comuna Prîstromî, Pereiaslav-Hmelnițki
Prîstromî (în ucraineană Пристроми) este o comună în raionul Pereiaslav-Hmelnițki, regiunea Kiev, Ucraina, formată din satele Prîstromî (reședința) și Zaostriv.

## Demografie
Componența lingvistică a comunei Prîstromî
     Ucraineană (96,01%)
     Rusă (3,4%)
     Alte limbi (0,27%)
Conform recensământului din 2001, majoritatea populației comunei Prîstromî era vorbitoare de ucraineană (96,01%), existând în minoritate și vorbitori de rusă (3,4%).